# Альбертинский статут

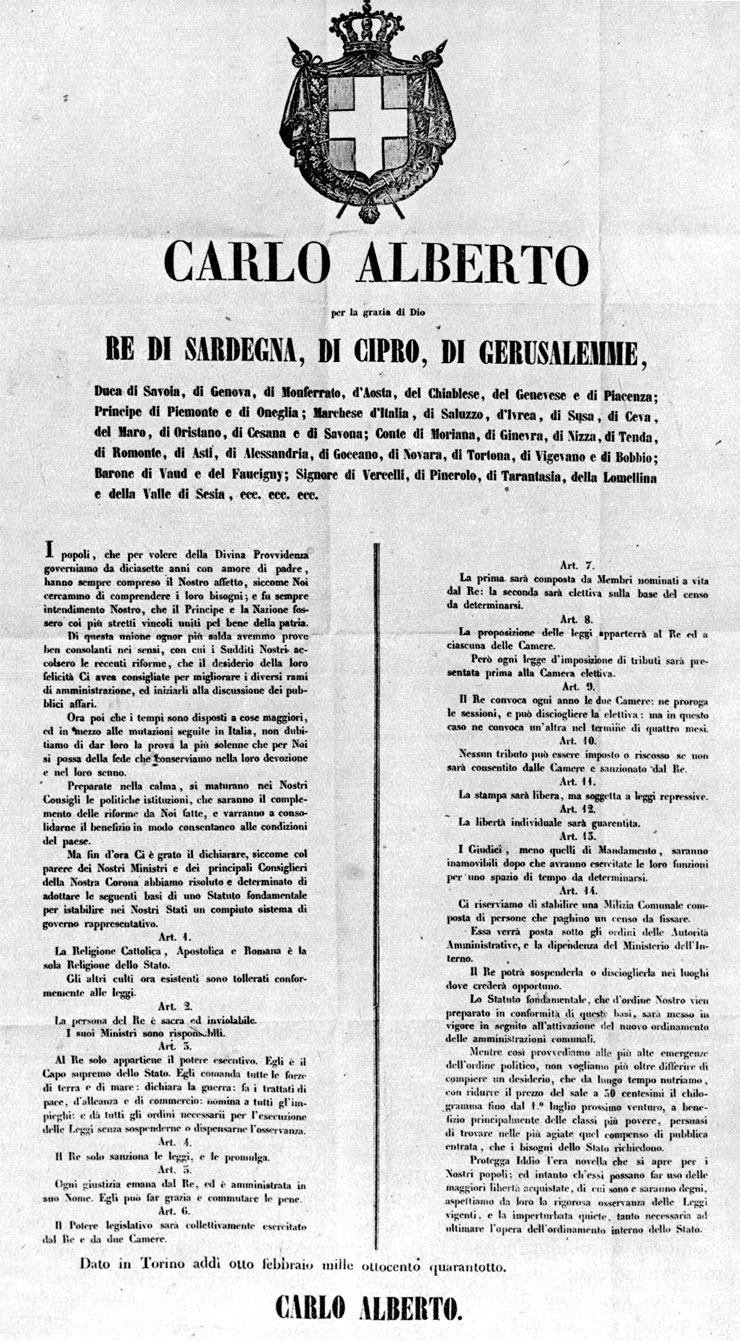
Уведомление о провозглашении Альбертинского статута

Альбертинский статут — конституция, дарованная 4 марта 1848 года своим подданным королём Сардинии Карлом Альбертом; когда Италия была объединена под началом Пьемонта (1861 год), она стала Конституцией Королевства Италии. Первоначально это был довольно консервативный документ, который создал сильную конституционную монархию. Его текст впоследствии несколько раз менялся: сначала в сторону либерализма, чтобы адаптировать его к парламентской форме правления конца XIX — начала XX века; а затем в авторитарном направлении под фашистский режим Бенито Муссолини (1922—1943).
Основной закон, который был дарован королём во время либеральных революций 1848 года, был основан на французской Хартии 1830 года. Он обеспечивал гражданам равенство перед законом и дал им ограниченные права свободы собраний и свободной прессы, однако право голоса распространялось менее чем на 3 % населения. Статут закрепил существование трёх классических ветвей власти: исполнительной (в лице короля), законодательной (разделена между назначаемым королём Сенатом и выборной Палатой депутатов) и судебной (судьи также назначались королём). Первоначально король обладал самыми широкими полномочиями: он контролировал внешнюю политику и имел прерогативу выдвижения и увольнения государственных министров.
На практике Статут был изменён, чтобы ослабить власть короля. Государственные министры стали нести ответственность перед парламентом, также была учреждена должность премьер-министра, не предусмотренная в конституции. Король, однако, сохранил значительное влияние в международных делах, и его роль была ключевой во времена внутреннего кризиса. Социальная база конституции постепенно расширялась: к 1913 году было практически достигнуто всеобщее избирательное право для взрослых мужчин. Во времена фашистского режима Статут был существенно изменён, чтобы поставить правительство под контроль фашистской партии. Статут официально утратил силу, когда в 1948 году вступила в силу действующая Конституция Италии.